# Pandercetes ochreus
Pandercetes ochreus is een spinnensoort in de taxonomische indeling van de jachtkrabspinnen (Sparassidae).
Het dier behoort tot het geslacht Pandercetes. De wetenschappelijke naam van de soort werd voor het eerst geldig gepubliceerd in 1922 door Henry Roughton Hogg.